# Kai Matsuzaki
Kai Matsuzaki (松崎 快 Matsuzaki Kai?), född 22 november 1997 i Saitama prefektur, är en japansk fotbollsspelare.
Matsuzaki började sin karriär 2020 i Mito HollyHock.